# CBeebies
CBeebies è un canale televisivo britannico edito dalla BBC, curato dal canale BBC Two e con una programmazione dedicata ai bambini dai 0 ai 6 anni.

## Storia
CBeebies nacque l'11 febbraio 2002, insieme al canale gemello CBBC, destinato ad un pubblico al di sotto dei 6 ai 12 anni. Il nome era precedentemente utilizzato dell'emittente per contrassegnare tutti i contenuti della BBC Children's trasmessi sui canali BBC One e BBC Two.